# Anilios ammodytes
Anilios ammodytes — вид змій родини сліпунів (Typhlopidae). Ендемік Австралії.

## Поширення і екологія
Anilios ammodytes мешкають в регіоні Пілбара у Західній Австралії, від Північно-Західного півострова до Восьмидесятимильного пляжу, а також на островах Барроу і Ерміт в групі островів Монтебелло. Вони живуть на сухих луках, в спінніфексових заростях, на прибережних дюнах, в чагарникових заростях і рідколіссях.